# The Keepers
The Keepers  (en español: los guardianes) es una serie documental de siete episodios que explora el asesinato sin resolver de la monja Catherine Cesnik en 1969. Cesnik enseñaba inglés y teatro en la escuela católica secundaria de señoritas Arzobispo Keough (pronunciado /ˈki oʊ/) en Baltimore, Maryland. Algunas de sus exalumnas creen que hubo un encubrimiento por parte de las autoridades eclesiásticas y gubernamentales para que el crimen no se resolviera, especialmente después de que la hermana Cesnik sospechara de que el cura de la escuela, Joseph Maskell, fuera culpable de abusar sexualmente de algunas estudiantes de la institución. La serie fue dirigida por Ryan White y lanzada en 2017 a través de Netflix.

## Elenco
- Gemma Hoskins – ex estudiante e investigadora
- Abbie Fitzgerald Schaub – ex estudiante e investigadora
- Joseph Maskell – ex cura y consejero
- Jean Hargadon Wehner (también conocida como Jane Doe) – ex estudiante
- Teresa Lancaster (también conocida como Jane Roe) – ex estudiante
- Randy Lancaster – esposo de Teresa Lancaster
- Donna Von Den Bosch – ex estudiante
- Juliana Farrell – ex estudiante
- Deb Silcox – ex estudiante
- Lil Hughes – ex estudiante
- Chris Centofanti – ex estudiante
- Mary Spence – ex estudiante
- Marilyn Cesnik Radakovic – Hermana de la monja Cesnik
- Gerry Koob – ex cura y exnovio de la hermana Cesnik
- Tom Nugent – reportero y escritor del Baltimore City Paper
- Bob Erlandson – reportero
- Beverly Wallace – abogado de las ex estudiantes
- Alan Horn – investigador
- John Barnold – ex comisario, Departamento Policial de la ciudad de Baltimore
- James Scannell – ex comisario, Departamento Policial de la ciudad de Baltimore
- Brian Schwaab – ex detective, Departamento Policial de la ciudad de Baltimore
- Gary Childs – detective, Policía del Condado de Baltimore
- Sharon A. H. May – ex abogado estatal para la ciudad de Baltimore
- Edgar Davidson –posible sospechoso en el asesinato de sor Catherine
- Deborah Yohn – Sobrina de Edgar Davidson, que sospecha que su tío está involucrado en el asesinato basada en anécdotas que su tía le contó, quien es referida como "Margaret" en la serie.
- Sharon Schmidt – hija de Ronnie Schmidt y sobrina de Billy Schmidt, que sospecha del involucramiento de los dos hombres en el asesinato.
- Barbara Schmidt – madre de Sharon Schmidt, exesposa de Ronnie Schmidt and cuñada de Billy Schmidt, que sospecha del involucramiento de su exmarido y ex cuñado en el asesinato.
- C.T. Wilson – delgado por el Estado de Maryland
- Charles Franz – exestudiante de la Iglesia San Clemente
- Werner Spitz, MD – patólogo forense

## Episodios
| Número | Título | Lanzamiento        |
| ------ | --- | ------------------ |
| 1      | "The Murder" (en español: el asesinato) | 17 de mayo de 2017 |
|        | Hoskins y Schaub investigan las desapariciones y muertes de la hermana Cathy Cesnik y de Joyce Malecki en noviembre de 1969. |                    |
| 2      | "The School" (en español: la escuela) | 17 de mayo de 2017 |
|        | El episodio revela acusaciones de abuso en la escuela secundaria Arzobispo Keough, y las historias personales de "Jane Doe" (Jean Hargadon Wehner) y otra mujer en la escuela. Wehner confiesa que el día después del asesinato el Padre Maskell la llevó a ver el cuerpo de Sor Catherine Cesnik cerca de Lansdowne, Maryland. |                    |
| 3      | "The Revelation" (en español: la revelación) | 17 de mayo de 2017 |
|        | En 1992, Wehner se enfrenta al abuso que sufrió en Keough, presuntamente por parte del Padre Maskell y otro hombre que él conocía (incluyendo alguien llamado "Hermano Bob"), así como la amenaza que la sometía a silencio. |                    |
| 4      | "The Burial" (en español: el entierro) | 17 de mayo de 2017 |
|        | En 1994, dos ex estudiantes (Wehner y Teresa Lancaster) le hicieron juicio al Padre Maskell, ellas alegan que el ginecólogo fue testigo de los asaltos sexuales tanto de Maskell, como de la arquidiócesis de Baltimore, y la escuela de hermanas de Notre Dame, pero el profesional enfrentó intimidación por parte de los abogados de estas instituciones. Así como también los expertos psiquiatras quienes ponían en duda las memorias reprimidas. Por estas razones el juicio fue descartado. |                    |
| 5      | "The Suspects" (en español: los sospechosos) | 17 de mayo de 2017 |
|        | Una línea de información creada por el grupo arroja dos sospechosos convincentes (Edgar Davidson y Billy Schmidt) quienes podrían haber estado involucrados en el asesinato de la hermana Catherine. |                    |
| 6      | "The Web" (en español: la red) | 17 de mayo de 2017 |
|        | La hermana de sor Catherine, Marilyn Cesnik Radakovic, se suma a la causa y revela información adicional sobre los días previos a la desaparición de Cathy. |                    |
| 7      | "The Conclusion" (en español: la conclusión) | 17 de mayo de 2017 |
|        | El final de temporada detalla el previo abuso sexual por parte del padre Maskell en la Iglesia de San Clemente algo que era conocido por la Arquidiócesis. Además los esfuerzos legislativos para revocar el estatuto de limitaciones en Maryland. |                    |

## Reseñas
The Keepers fue recibida con elogios de la crítica tras su lanzamiento. El sitio de reseñas Rotten Tomatoes le da a la serie una calificación de aprobación del 97% basada en 30 reseñas, con una calificación promedio de 8.47 / 10. El consenso crítico del sitio dice: "The Keepers se basa en el terror fascinante de la vida real para exponer secretos enterrados durante mucho tiempo, y cuenta una historia inspiradora y brillantemente ensamblada en su desarrollo". Pilot Viruet de la revista Vice escribió sobre la serie "Es desgarradora y perturbadora, y te perseguirá durante mucho tiempo, lo cual es parte de lo que hace que sea necesario verla".
En la revista Time, Daniel D'Addario comparó a The Keepers con otra serie de crímenes reales de Netflix, Making a Murderer, afirmando que The Keepers no lleva a sus espectadores a una conclusión definitiva sobre lo que sucedió. "Si bien la muerte de la hermana Cathy Cesnik sigue siendo un misterio, sus secuelas incluyen tanto una angustia aplastante como, para los detectives aficionados que buscan resolver su caso, una sensación de marcar la diferencia ... Esto no es solo más respetuoso con la víctima que en otras historias de crímenes reales, ya que con su deleite sin aliento ante nuevas pistas, también es más eficaz ". Según Jack Seale en The Guardian," Donde otros éxitos de crímenes reales han seguido una cronología lineal, The Keepers salta entre 1969 y la década de 1990 hasta la actualidad, logrando un delicado equilibrio entre la estructura narrativa - un momento asombroso al final de cada episodio - y el respeto por un tema que no necesita ni merece sensacionalismo".

## Respuesta de la Iglesia
La Arquidiócesis de Baltimore se negó a hablar cuando los productores de Netflix le pidieron que comentaran sobre las acusaciones de conducta sexual inapropiada dentro de la misma iglesia. Más tarde, la Arquidiócesis respondió a la serie agregando una página de preguntas frecuentes en su sitio web, en la que afirmaba que las acusaciones de que la arquidiócesis sabía del abuso sexual de Maskell antes de 1992 eran falsas especulaciones.